# 진보군
| Daedongyeojido (Gyujanggak) 15-02.jpg | Daedongyeojido (Gyujanggak) 15-01.jpg |
| Daedongyeojido (Gyujanggak) 16-02.jpg | Daedongyeojido (Gyujanggak) 16-01.jpg |

진보군(眞寶郡)은 경상북도에 존재했던 군으로, 1914년에 청송군과 영양군으로 분할 편입되어 폐지되었다.

## 연혁
- 757년 : 문소군(의성)의 영현 진보현이 됨
- 고려 초 : 진안현과 합하여 보성군(甫城郡)이 됨
- 1018년 : 예주(영해)의 속현이 됨
- 1416년 : 진보현으로 환원
- 1914년 : 청송군과 영양군으로 분할 편입. 당시 상리면, 하리면, 동면, 서면, 남면, 북면의 6개면을 관할하였다.

1914년의 행정구역과 현재의 행정구역 비교
| 조선총독부령 제111호 |             |             |                                                                |
| 구 행정구역 | 신 행정구역 | 신 행정구역 | 신 행정구역                                                    |
| 상리면(郡內面) 남각산동/신촌동 일부/시량동 일부, 괴정동 일부/둔동/갈평동/임물동, 시량동 일부/(하리면)월전동 일부, 신촌동 일부/괴정동 일부, 시량동 일부/창막동/(하리면)월전동 일부                                                                           | 청송군      | 진보면      | 고현동, 괴정동, 시량동, 신촌동, 월전동                         |
| 하리면(東村面) 각산동 일부/신한동 일부, 읍내동/신한동 일부, 율리동 일부/(안동군 임남면)상지동 일부/(안동군 임동면)고천동 일부, 서부동/후평동/대곡동, 석장동/약수동, 동부동/각산동 일부/대곡동 일부/서부동 일부, 합강동/율리동 일부, 대곡동 일부/서부동 일부 | 청송군      | 진보면      | 각산동, 광덕동, 기곡동, 이촌동, 부곡동, 진안동, 합강동, 후평동 |
| 서면(西面) 세장동/(하리면)후리동 일부, 추현동/(하리면)부곡동 일부 | 청송군      | 진보면      | 세장동, 추현동                                                 |
| 남면(南面) 관동/장전동/황목동 일부, 송강동/목계동, 신기동/감곡동/황목동 일부, 어천동/백전동/사호동, 옹점동/(상리면)괴정동 일부, 중평동/병부동, 황목동 일부/모곡동                                                                                           | 청송군      | 파천면      | 관동, 송강동, 신기동, 어천동, 옹점동, 중평동, 황목동           |
| 북면(北面) | 영양군      | 입암면      | 교동, 노달동, 방전동, 병옥동, 산해동, 삼산동, 흥구동           |
| 동면(東面) 삼의동/화매동 일부/(영양군 석보면)복원동, 포산동/화매동 일부, 택전동/화매동 일부, 화매동 일부 | 영양군      | 석보면      | 삼의동, 포산동, 택전동, 화매동                                 |
| 동면(東面) 낙평동/(영덕군 북면) 신리동 일부 | 영덕군      | 지품면      | 낙평동                                                         |

- - 상리면, 하리면, 서면이 진보면으로, 남면은 청송군 부서면과 묶여 파천면으로 각각 통합되어 청송군으로 편입되었다.
  - 북면은 영양군 남면(일부 지역은 영양면으로 편입) 및 안동군 동산동과 묶여 입암면으로, 동면(낙평리 제외)은 영양군 석보면과 묶여 석보면으로 각각 통합되어 영양군으로 편입되었다.